# Histomonóza krůt
Histomonóza je protozoární onemocnění hrabavé drůbeže, zejména krůt, charakterizované změnami na slepých střevech a játrech. Bez ohledu na preventivní podávání antihistomonadik v krmných směsích zůstává histomonóza trvalým problémem v chovech krůt na celém světě.

## Historie
První popis histomonózy u krůt pochází z roku 1895, kdy původce byl považován za amoebu a označen jako Amoeba meleagridis (Smith 1895). Zjištění, že parazit se pohybuje ve střevním luminu pomocí bičíků a ve tkáních jako amoeba pomocí pseudopodií, vedlo k přejmenování na Histomonas meleagridis (Tyzzer 1920). Studie prováděné v letech 1964–1974 na SPF (specific pathogen free) krůťatech prokázaly, že kromě infekce histomonádami jsou pro rozvoj nemoci pravděpodobně nutné i současná (simultánní) infekce některými bakteriemi, např. E. coli, Clostridium perfringens aj., nebo i kvasinkami (Candida spp.). Histomonóza je celosvětově rozšířené onemocnění.

## Vznik a šíření nemoci
Původcem onemocnění je prvok bičivka krocaní Histomonas meleagridis. V hostiteli se vyskytuje ve 2 morfologicky odlišných formách: (1) v lumenu anebo na sliznici slepých střev se nacházejí bičíkaté formy sférického tvaru, průměrné velikosti 3-16 µm. Na rozdíl od trichomonád nemají axostyl ani undulující membránu a pohybují se pomocí silného bičíku dlouhého 6-11 µm; (2) bezbičíkaté, amoeboidní formy, vyskytující se intracelulárně ve sliznici slepých střevech a játrech. Jsou silně pleomorfní.
Histomonády se rozmnožují podélným dělením a z těla hostitele jsou vylučovány trusem. Ptáci se infikují přímo po orálním příjmu čerstvého kontaminovaného trusu, ale vzhledem k minimální odolnosti histomonád ve vnějším prostředí (rychle hynou během několika minut) je tento způsob šíření infekce málo významný. Mnohem důležitější je existenční vazba histomonád na roupa kuřího Heterakis gallinae a některé druhy dešťovek. Ve vajíčkách heterakid přežívají histomonády minimálně 8 měsíců až 4 roky. Heterakidy i dešťovky tak představují důležitý rezervoár histomonád v prostředí s chovanou drůbeží.
Přirozeným hostitelem histomonád jsou především krůty, ale vyskytují se i u kura domácího, pávů, bažantů, perliček, křepelek, koroptví a tetřevovitých ptáků. Vnímaví jsou zejména mladí ptáci. Klinická manifestace histomonózy závisí spíše na vlastnostech hostitele, jako jsou druh, plemeno, věk a střevní mikroflóra, než na patogenitě parazita.
Jako predispoziční faktory se mohou uplatňovat poruchy ve výživě, nedostatek vitamínu A, kokcidióza, chladné a vlhké počasí, vysoká koncentrace zvířat v halách, nedostatečný nebo nevhodný způsob odstraňování trusu, společný chov kura domácího a krůt nebo různých věkových skupin krůt.

## Příznaky onemocnění
Inkubační doba u krůt se pohybuje mezi 7-12 dny.
Klinické příznaky histomonózy nejsou typické, průběh může být akutní až chronický. Mortalita krůt po přirozené infekce obvykle vrcholí kolem 17. dne po infekci (PI) a postupně klesá a končí asi za 4 týdny PI; může být až 70 % při 90% morbiditě. Kur domácí je odolnější k onemocnění, spíše slouží jako rezervoár infekce pro krůty.
Prvními příznaky onemocnění jsou žlutý zapáchající pěnivý průjem, špinavé neupravené peří, shlukování, ospalost, zavřené oči, svěšená křídla, toporná chůze, hlava přitažená k tělu nebo založená pod křídlem, anorexie. Snížený příjem krmiva zhoršuje u rostoucích krůťat hmotnostní přírůstky. U starších ptáků se pozoruje spíše chronický průběh, vyhublost a někdy v konečném stadiu onemocnění cyanóza kůže hlavy (onemocnění chovatelé někde označují jako „černá hlava“) a kožních přívěsů v důsledku poruch krevního oběhu. Reakce krůťat na infekci je variabilní, v závislosti na způsobu infekce a množství histomonád.

## Diagnostika
Diagnóza histomonózy je založena na klinickém, pitevním a histopatologickém vyšetření a nálezu původce u čerstvých kadaverů z obsahu slepých střev, sliznice střeva a okraje nekrotických ložisek v játrech. V nativním preparátu z obsahu slepých střev se histomonády pohybují. V postiženém hejnu krůt je nutné odlišit trichomonózu, kokcidiózu, infekce E. coli, salmonelózu, kandidózu a aspergilózu.

## Léčba a prevence
Léčebně se používají antiprotozoika. Preventivně je nezbytné dodržovat oddělený odchov a chov různých druhů i věkových kategorií drůbeže, jednorázové naskladnění a vyskladnění, pravidelně provádět dehelmintizaci (heterakidy) a sanitaci výběhů. Vhodný je odchov krůt na roštech. V krmných směsích se preventivně podávají antihistomonadika.
Literatura
- JURAJDA, Vladimír. Nemoci drůbeže a ptactva – metabolické poruchy, parazitární infekce nemoci trávicího ústrojí. 1. vyd. Brno: ES VFU Brno, 2003. 167 s. ISBN 80-7305-456-6.
- SAIF, Y.M. et al. Diseases of Poultry. 11. vyd. Ames, USA: Iowa State Press, Blackwell Publ. Comp., 2003. 1231 s. Dostupné online. ISBN 0-8138-0423-X. (anglicky)